# Татьяна Вулластон
Татья́на Ву́лластон ( англ. Tatiana Woollaston нар.8 листопада 1986  Пінськ , Білорусь ) — білоруський рефері зі снукеру  національної та другої міжнародної категорії. Офіційний рефері  WPBSA, EASB, EBSA та  БСФ.  

## Кар'єра рефері зі снукеру
У березні 2008 розпочала судити ігри аматорських змагань у Білорусі. Незабаром, отримавши статус рефері національної категорії, залучилась до суддівства всіх провідних змагань зі снукеру у Білорусі. 
Роком пізніше, у березні 2009, кваліфікувалась на 3 міжнародну категорію під час проведення Чемпіонату Європи зі снукеру у Санкт-Петербурзі.
Дебют на професійних змаганнях відбувся у серпні 2010 року, під час проведення EPTC-1 (Пол Хантер Classic 2010) в м. Фюрт, Німеччина.
21 листопада 2010 року Татьяна стала першим рефері зі Східної Європи, якому було доручено суддівство півфіналу професійного рейтингового турніру зі снукеру - EPTC-6, Прага, Чехія, у якому Джон Хіггінс переміг Джо Джогія з рахунком 4-2. 
Під час Players Tour Championship 2011/2012 – Етап 7 Татьяна  кваліфікувалась на другу міжнародну категорію, після чого офіційно приєдналась до EASB. 
На PTC-4 у Німеччині, відбувся її телевізійний дебют на каналі Eurosport (матч між Кеном Догерті та Пассакорном Сувванаватом).

## Персональне життя
Здобула вищу освіту у Білоруський державний економічний університет, де вивчала фінанси, банківську справу та кредит. Отримала ступінь магістра з економіки, після чого залишилась в університеті, де працювала викладачем. У червні 2011 року одружилась з професіональним англійським снукеристом  Беном Вулластоном та згодом переїхала до Великої Британії. Подружжя мешкає у місті Лестер.

## Регіональні турніри
- Чемпіонат Білорусі зі снукеру
- Кубок Білорусі зі снукеру

## Міжнародні турніри
- Чемпіонат Європи зі снукеру 2009
- Чемпіонат Європи зі снукеру 2010

## Професійні турніри
- Players Tour Championship 2010/2011
- Players Tour Championship 2011/2012